# 混叶委陵菜
混叶委陵菜（学名：Potentilla subdigitata）是蔷薇科委陵菜属的植物，为中国的特有植物。分布于中国大陆的新疆等地，生长于海拔2,000米至2,500米的地区，常生长在干旱多砾石山坡及针林缘阳坡，目前尚未由人工引种栽培。